# Massendefekt (Band)
Massendefekt ist eine deutsche Rockband, deren Mitglieder überwiegend im niederrheinischen Meerbusch bei Düsseldorf leben. Ihre Musik mit deutschen Texten wird von der Band selbst als Punk & Roll bezeichnet.

## Geschichte
Massendefekt wurde im März 2001 von Christian „Ole“ Olejnik, Claus „Clausi“ Pütz, Mike Duda und Sascha „Utti“ Utecht gegründet. Damals wollte die Band nur ein Benefizkonzert in Meerbusch spielen. Bei dem Auftritt saß auch Wolfgang „Wölli“ Rohde am Schlagzeug, der die Band in den folgenden Jahren unterstützte. Wegen der positiven Resonanz auf das Konzert entschied sich Massendefekt, die Band weiter bestehen zu lassen. Sebastian „Sebi“ Beyer wurde zweiter Gitarrist.
2002 brachte die Band ihr erstes Album Nur für Euch raus. Sie tourte durch Deutschland, Österreich und die Schweiz. Es folgten die Alben Träum weiter (2004) und Land in Sicht (2006) sowie hunderte Konzerte und Festivalshows. Im Dezember 2006 verließ Schlagzeuger Utecht die Band. Nachfolger wurde im Juni 2007 Alexander „Alex“ Wolfart. Ende 2009 stieg auch Sänger Olejnik aus. Die Band entschied sich gegen einen neuen Sänger. Gitarrist Beyer übernahm auch das Mikrofon.
2011 gründete Massendefekt zusammen mit Concert Team NRW das eigene Plattenlabel „MD Records“. 2012 erschien dort Tangodiesel, das erste Album mit Beyer am Gesang. Erfolgreiche Konzert- und Festivaltouren schlossen sich an. 2014 brachte die Band mit Zwischen gleich und anders ein weiteres Studioalbum heraus. Es wurde ihr erster Charterfolg und stieg auf Platz 33 ein. Es folgten eine Clubtour und Auftritte unter anderem beim With Full Force Festival, Open Flair Festival und Deichbrand-Festival. Die Herbsttour 2014 beendete die Band mit einem ausverkauften „Heimspiel“-Konzert im Düsseldorfer Stahlwerk.
Nach einer weiteren Club- und Festivaltour 2015 erschien das Album Echos am 26. Februar 2016. Es erreichte Platz 23 in den Charts. Im März und April 2016 spielte die Band eine fast komplett ausverkaufte Tour in Deutschland und Österreich. Im Sommer 2016 standen zahlreiche Festivalauftritte zum Beispiel beim Deichbrand-Festival, Taubertal-Festival und Highfield-Festival an. Für November und Dezember 2016 hatte die Band außerdem eine weitere Tour angekündigt.
2016 spielte Massendefekt als Vorband von AC/DC in Düsseldorf.
Am 20. August 2018 gab Massendefekt auf seiner Facebook-Seite bekannt, dass Gitarrist und Sänger Pütz aus persönlichen Gründen aufhöre. Als Nachfolger wurde Nico Jansen benannt, welcher aus den Bands NM50 und three minute record bekannt ist.
Am 13. Oktober 2018 stand Massendefekt als erste von drei Vorbands für die Toten Hosen in der ausverkauften Merkur-Spiel-Arena in Düsseldorf auf der Bühne.
2025 standen Massendefekt bei beim Jubiläum von Rock am Ring und Rock im Park auf der Atmosstage.

## Trivia
Traditionell feiert die Band die Veröffentlichung eines neuen Albums gemeinsam mit Fans und Crew bei besonderen Konzerten. Tickets dafür können nur gewonnen werden. 2012 und 2014 spielte Massendefekt zum Release von Tangodiesel und Zwischen gleich und anders je ein Konzert in einer Straßenbahn. Zu den Veröffentlichungen von Echos und Pazifik gab es jeweils ein Konzert auf dem Rhein-Schiff „River Star“.

## Diskografie

### Alben
- 2002: Nur für Euch (Day Glo Records)
- 2004: Träum weiter (Goldene Zeiten)
- 2006: Land in Sicht (Goldene Zeiten)
- 2012: Tangodiesel (MD Records)
- 2014: Zwischen gleich und anders (MD Records)
- 2016: Echos (MD Records)
- 2018: Pazifik (MD Records)
- 2020: Zurück ins Licht (MD Records)
- 2024: Lass die Hunde warten (MD Records)

### EPs
- 2009: Kung Fu Charlie
- 2011: Der Hoffnung entgegen (Download-EP)
- 2014: Leichen aus Nachbarsgarten (Lim.Ed./Split-Single)